# Colpochila boreas
Colpochila boreas är en skalbaggsart som beskrevs av Britton 1986. Colpochila boreas ingår i släktet Colpochila och familjen Melolonthidae. Inga underarter finns listade i Catalogue of Life.